# Madeleine Collins
Madeleine Collins (bra: O Segredo de Madeleine Collins) é um filme escrito e dirigido por Antoine Barraud e lançado no Festival de Veneza 2021. No Brasil, foi lançado pela Synapse Distribution nos cinemas em 22 de setembro de 2022, antes do lançamento comercial no país, foi apresentado no Festival Varilux de Cinema Francês 2022.

## Sinopse
O filme segue a história de Judith, que tem uma vida dupla entre a Suíça e a França.

## Elenco
- Virginie Efira : Judith Fauvet
- Bruno Salomone : Melvil Fauvet
- Quim Gutiérrez : Abdel Soriano
- Loïse Benguerel : Ninon Soriano
- Jacqueline Bisset : Patty
- Valérie Donzelli : Madeleine Reynal
- Nadav Lapid : Kurt
- Thomas Gioria : Joris Fauvet
- François Rostain : Francis
- Nathalie Boutefeu : Christine
- Mona Walravens : Margot
- Jean-Quentin Châtelain : o inspetor

## Recepção
Na França, o filme tem uma nota média de 3,7/5 no agregador do AlloCiné calculada a partir de 27 resenhas da imprensa.
No site agregador de críticas Rotten Tomatoes, 92% das 24 resenhas dos críticos são positivas, com uma classificação média de 6,9/10.
No Screen International, Allan Hunter chamou de "[um] terror psicológico intrigante e inteligentemente estruturado." Na Deadline, Anna Smith disse que Virginie Efira "tem um desempenho fantástico na foto de relacionamento tenso de Antoine Barraud que se transforma em território de suspense." Em sua crítica na The Hollywood Reporter, Jordan Mintzer disse que "os espectadores que procuram respostas podem ficar frustrados com um cenário que parece estar sempre fora de controle, e ainda assim parte da atração de Madeleine Collins está em ver até onde Barraud está disposto a levar as coisas até fornecer uma explicação."